# 마라케타
마라케타(스페인어: marraqueta)는 볼리비아, 칠레, 페루의 프렌치롤이다. 밀가루, 소금, 물, 이스트로 만들어지는 칠레의 부드러운 빵이다. 바삭바삭한 질감을 가지고 있으며 칠레를 제외하고도 볼리비아와 페루에서 유명한 편이다.
현재 마라케타는 칠레에서 가장 많이 소비되는 빵 중 하나이며 토스트나 샌드위치로서 많이 소비되는 편이다. 많은 칠레 사람들의 주식이기도 하다.

## 이름
- 마라케타(marraqueta): 볼리비아, 칠레, 페루
- 판 데 바타야(pan de batalla): 볼리비아
- 판 프란세스(pan francés): 볼리비아, 칠레 남부, 페루
- 판 바티도(pan batido): 칠레 발파라이소

남부 칠레에서는 "프랑스 빵"이라는 뜻의 "판 프란세스(pan francés)"로 불리며 발파라이소 주 지방에서는 "거품을 낸 빵"이라는 뜻의 "판 바티도(pan batido)"라고 불린다.
페루에서 "판 프란세스"로 불리는 빵은 마라케타와 다른 빵이다. 

## 역사
많은 고고학자들이 탈카우아노와 같은 칠레 주요 항구에서 많은 유럽 이민자들이 왔던 19세기 후반에서 20세기 초반에 칠레 발파라이소에서 마라케타가 시작되었다는 것에 동의한다. 마라케타는 두 명의 프랑스 제빵사 형제가 만든 빵으로부터 처음 시작되었다. 형제의 성이 "마라케트"(Marraquette)였기에 빵의 이름이 마라케타가 되었다. 짧은 시간만에 곧 이 빵은 칠레인들에게 매우 유명한 음식이 되었다. 이 빵의 다른 이름인 "판 프랑스"는 제빵사 형제의 국적으로부터 비롯되었다고 알려져 있다.

## 종류
페루 타크나 지역의 마라케타를 "마라케타 타크네냐(marraqueta tacneña)"로, 볼리비아 라파스 지역의 마라케타를 "마라케타 파세냐(marraqueta paceña)"로 부른다.

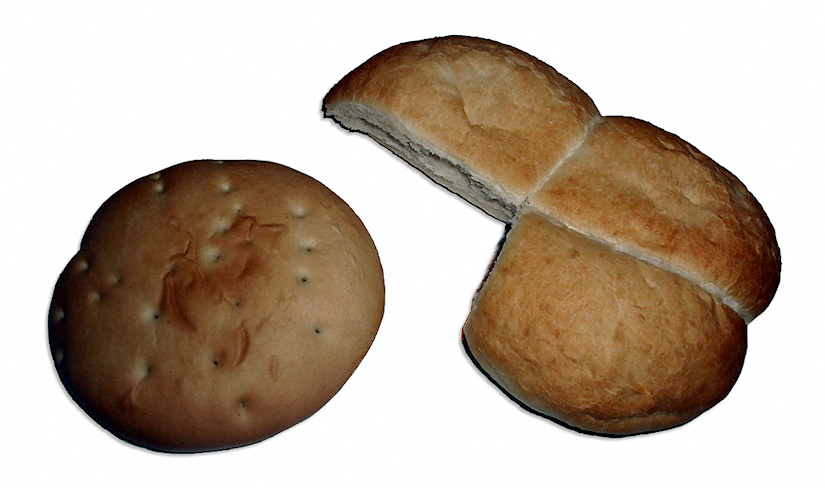
마라케타 (칠레)
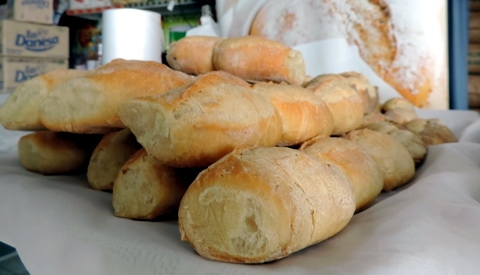
마라케타 타크네냐 (페루)
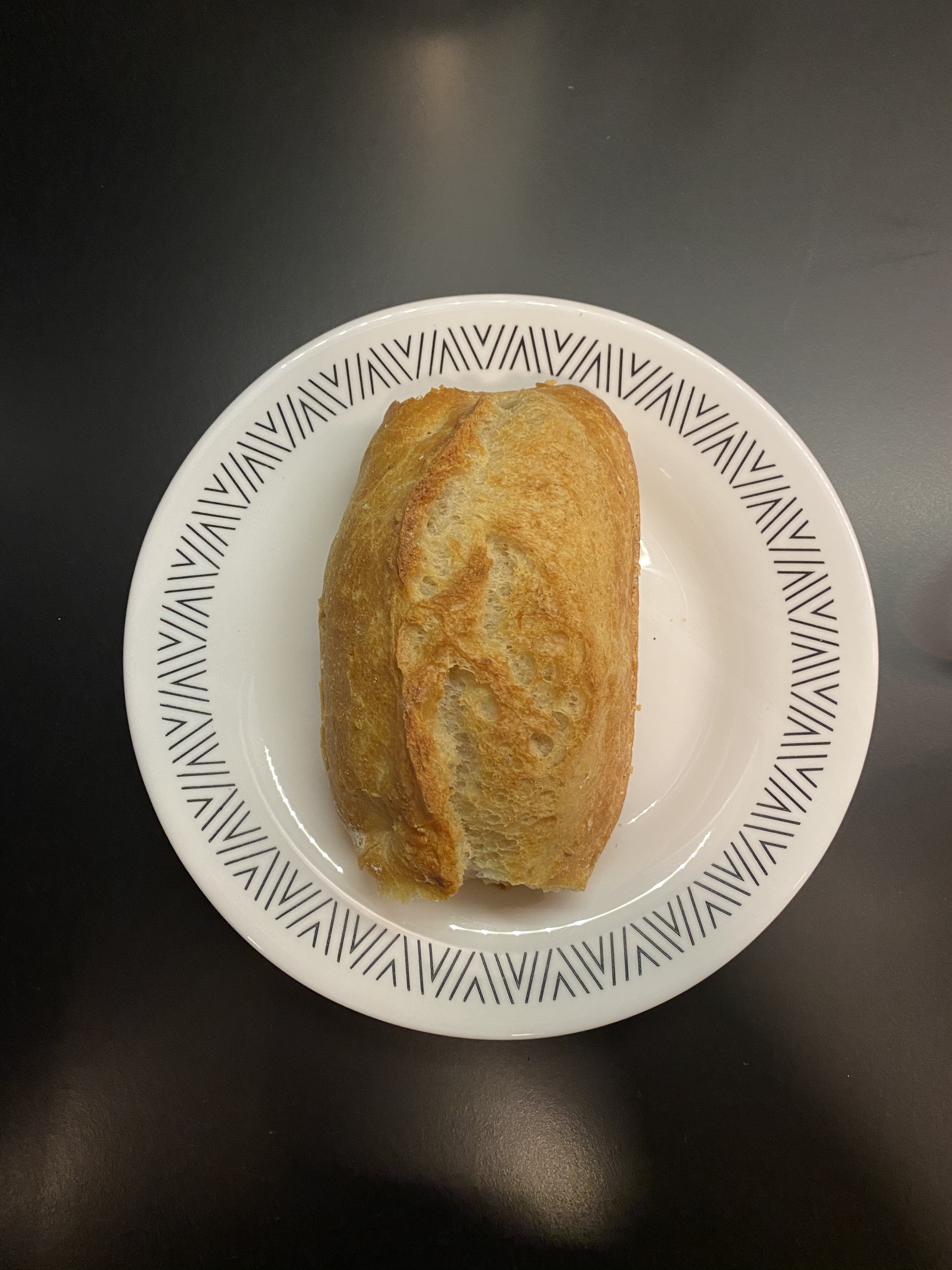
마라케타 파세냐 (볼리비아)

## 만들기
칠레식 마라케타는 밀가루, 물, 소금으로 만들어지며 이스트나 베이킹파우더와 같은 팽창제나 발효를 촉진하는 재료가 들어가기도 한다. 지방이 다른 빵들에 비해서 적으며 지방이 없는 마라께타도 많다. 가공하는 과정 또한 다른 빵보다 오래 걸린다.

## 같이 보기
- 프렌치롤